# 联邦星舰进取号 (NCC-1701-E)
虚构的元首级联邦星舰进取号，NCC-1701-E或进取号-E（USS Enterprise (NCC-1701-E)）是电影《星际旅行VIII：第一类接触》、《星际旅行IX：起义》与《星际旅行X：复仇女神》中的主要设定。在《星际旅行》系列中，它是自联邦建立后的第六艘被命名为“进取号”的星舰。

## 簡史
在让吕克·皮卡尔上校的指挥下，进取号-E于2372年从旧金山造船厂启航。
在电影《星艦奇航記VIII：戰鬥巡航》中，进取号参与了抵抗博格人入侵的001星区战役，随后进行了时间倒流的旅行，以阻止博格人破坏泽弗拉姆·科克伦与瓦肯人第一次接触的企图。博格入侵了进取号并几乎同化了整艘星舰，直到最后皮卡尔舰长与Data重新夺回了它。在《星际旅行IX：起义》，船员们阻止了索纳人的一起将巴库人强制迁出其母星的行动。在《星际旅行X：复仇女神》中，进取号在阻止辛宗用大规模杀伤性武器摧毁地球的同时受到重创。最后进取号-E回到太空港以进行全面的修复。
西曆2385年，星曆62230.13，企業號-E在尚-路克·畢凱艦長領導下的最後一項任務是帶領一支艦隊前往基杜馬(Khitomer)行星，協助疏散該星球上的非克林貢居民。企業號-E最終返回烏托邦平原造船廠進行為期一年的改裝。該年離開這艘船的還有武夫、貝芙莉·克拉夏 和鷹眼 喬迪·拉弗吉。

西曆2386年，百科艦長的記憶訊號在 B-4 體內啟動後接管了改裝後的企業號-E。

星際艦隊於2408年9月下旬與236太空站失去聯繫後，企業號-E被派去調查。星際艦隊不確定失去聯繫是由於設備故障還是與克林貢帝國正在進行的戰爭。在流體空間中，企業號-E受到了昂丁的攻擊。這艘船的介入阻止了昂丁與星際艦隊之間的戰爭。這是企業號-E的最後一次任務。

西曆2409年，聯邦星艦企業號 (NCC-1701-E)被新的奧德賽級聯邦星艦企業號 (NCC-1701-F)取代。百科被招募指揮該新式旗艦，但拒絕了。並推薦聯邦星艦貝爾法斯特號(NCC-75633-C)的艦長瓦克爾肖恩接任。

## 背景信息
《星际旅行VII：日换星移》与《星际旅行VIII：第一类接触》的共同编剧罗纳德·穆尔认为进取号-E的建造始于《星际旅行：下一代》的最后一季（2370年），并在进取号-D毁坏后被重新命名为“进取号”。非正史小说《Ship of the Line》则认为最初为此舰准备的名字是“奥诺利耳斯”（Honorius），而且蒙哥马利·斯科特也参与了进取号-E引擎的设计。

## 设计与能力
一份设计者蓝图显示这艘进取号在《星际旅行X：复仇女神》中换上了《星际旅行IX：起义》里没有的新式光炮能源库与鱼雷发射器。在该图还可以看到舰体的曲速引擎舱被轻微地向前移动了一点。
由《星际旅行》的技术顾问迈克尔·奥田撰写的《星际旅行：星舰图集》（Star Trek: Ships of the Line）中写道，进取号-E的最大速度是曲速9.985级。
此舰装有量子鱼雷，每发威力是光子鱼雷的2倍（每发光子鱼雷的威力是1.313776E20焦耳）。16门Type12相位炮阵列，10个鱼雷管。
进取号-E还可以用舰桥上的“手摇驾驶杆”控制。它出现在《星际旅行IX：起义》里，由威廉·赖克中校操作。

## 歷任艦長
```
摩根·貝特森艦長(2372)

尚-路克·畢凱
艦長 (2372-2386)

武夫
代理艦長(2381)

百科
艦長(2386-2409)/B-4身體，百科記憶資料
```